# Michel Lippert
Michel Hans Lippert, född 24 april 1897 i Schönwald, död 1 september 1969 i Wuppertal, var en tysk Standartenführer i Waffen-SS. Tillsammans med Theodor Eicke mördade han SA-ledaren Ernst Röhm i samband med de långa knivarnas natt 1934.

## Biografi
Michel Lippert inträdde i SS 1931.
Den 30 juni 1934 ägde de långa knivarnas natt rum, då Adolf Hitler lät rensa ut ledarskapet inom SA. Hitler tvekade att låta mörda SA:s ledare Ernst Röhm, men gav den 1 juli ordern att han skulle röjas ur vägen. Reichsführer-SS Heinrich Himmler beordrade Brigadeführer Theodor Eicke att skjuta Röhm, men att han först skulle erbjudas att begå självmord. Lippert, som var Eickes adjutant, for till Stadelheim-fängelset i München tillsammans med Eicke och förbindelseofficeren Ernst-Heinrich Schmauser för att utföra ordern. Eicke och Lippert gick in i Röhms cell och förklarade att Führern hade dömt honom till döden för högförräderi och lämnade en pistol i cellen. De väntade femton minuter i fängelsekorridoren, innan de återvände till Röhm. Eicke och Lippert sköt Röhm samtidigt och någon av dem gav Röhm ett nådaskott i hjärtat.
Lippert dömdes 1957 av Landgericht München I till ett och ett halvt års fängelse för sin inblandning i mordet på Röhm.

## Befordringshistorik
- Hauptwachtmeister der Landespolizei: 1920
- Truppführer: 10 mars 1931 (Efter de långa knivarnas natt 1934 fick graden benämningen Oberscharführer.)
- Sturmführer: 15 november 1931 (Efter de långa knivarnas natt 1934 fick graden benämningen Untersturmführer.)
- Sturmhauptführer: 5 augusti 1933 (Efter de långa knivarnas natt 1934 fick graden benämningen Hauptsturmführer.)
- Sturmbannführer: 9 november 1933
- Obersturmbannführer: 20 april 1934
- Oberleutnant der Reserve (Luftwaffe): 1 december 1939
- Obersturmbannführer der Reserve der Waffen-SS: 4 januari 1940
- Standartenführer der Waffen-SS: 20 april 1943